# Thomas H. Watts
Thomas Hill Watts (3 de Janeiro de 1819 - 16 de Setembro de 1892) foi o 18º Governador do Alabama do estado americano de Alabama de 1863 até 1865, durante a Guerra Civil Americana.

## Vida e carreira
Watts nasceu no Território do Alabama no dia 3 de Janeiro de 1819, o mais velho dos doze filhos de John Hughes Watts e Prudence Hill que haviam se mudado da Geórgia para encontrar os melhores terrenos da fronteira. Era de ascendência inglesa e galesa. Preparado para a faculdade na Airy Mount Academy, no Condado de Dallas, Watts formou-se com mérito na Universidade da Virgínia em 1840. Passou no exame da Ordem no ano seguinte e começou a exercer advocacia em Greenville. Em 1848, mudou sua lucrativa advocacia para Montgomery. Também tornou-se um agricultor de sucesso, possuindo 179 escravos em 1860.
Politicamente, Watts adotou uma postura pró-União durante a década de 1850, mas desenvolvimentos posteriores tornaram questionável a profundidade de suas crenças, pois na véspera da Guerra Civil desempenhou um papel importante na secessão do Alabama e foi um dos signatários do regulamento da secessão. Derrotado por John Gill Shorter na sua campanha para governador em 1861, Watts organizou a 17ª Regência de Infantaria do Alabama, mas renunciou mais tarde para tornar-se procurador-geral da Confederação no gabinete do Presidente Jefferson Davis.
Em 1863, Watts foi eleito Governador do Alabama. Assumindo o cargo no dia 1º de Dezembro, iniciou um governo de dezoito meses em um momento em que pelotões de recrutamento militar, impostos em espécie e outras medidas econômicas severas da época da guerra tornaram-se mais execráveis. Dinheiro confederado sem valor, falta de possibilidades de crédito, suprimentos irregulares de mercadorias, tentativas com pelotões de recrutamento militar que muitas vezes chegavam a pilhagem e saques, e impostos rigorosos (e aplicados de maneira desigual) cobrados sobre a agricultura, convenceram muitas pessoas de que preferiam a "Antiga União" ao "novo despotismo". A necessidade de aumentar tropas para a defesa do estado tornou-se mais urgente. Os apelos à população masculina para formar grupos voluntários e os apelos à câmara do estado para reorganizar as estranhas milícias de duas classes do estado encontrariam com uma resistência insuperável. Alguns críticos de Watts achavam que deveria concentrar-se em forçar os desertores a voltar ao serviço militar. A falta de ação da câmara fez com que o Estado e a Confederação não tivessem uma milícia efetiva nos meses críticos finais da guerra. Além disso, a Lei de Conscrição Confederada, de 17 de Fevereiro de 1864, inaugurou uma política de conscrição que inevitavelmente levou a conflitos entre o estado e a Confederação.
Em Setembro de 1864, outra questão turbulenta deu de frente ao Governador Watts: as negociações de abertura para a paz. Um grupo da Câmara dos Representantes do Alabama apresentou resoluções em favor das negociações. O Governador Watts também deu de cara com um aumento nas taxas de deserção, questões de direitos dos estados, incluindo a controvérsia sobre o recrutamento de cadetes na Universidade do Alabama, cuja questão os funcionários públicos estaduais estavam isentos de recrutamento, a defesa de Mobile, furar os bloqueios, e comércio de algodão com a Europa. Durante o inverno de 1864 até 1865, o Governador Watts teve que lidar com o crescente número de sacrifícios exigidos por seu estado, a quebra de autoridade, o esgotamento do poder de guerra e uma evaporação da esperança de vitória, que contribuíram para a guerra do estado. O Governador Watts estava ciente de sua ineficácia e impopularidade a essa altura e não não deu a mínima para a reeleição, embora continuasse falando otimista sobre a situação militar. Watts foi preso por traição à união em Union Springs no dia 1º de Maio de 1865. Foi solto algumas semanas depois e retornou a Montgomery. Morreu 27 anos depois, no dia 16 de Setembro de 1892 em Montgomery, Alabama.
Watts foi o tataravô do nacionalista branco Dr. William Luther Pierce.